# 武蔵野夫人
『武蔵野夫人』（むさしのふじん）は、大岡昇平の恋愛小説。1950年発表。戦後を代表するベストセラーとなった。題名どおり東京西部の武蔵野が舞台である。新潮文庫で重版している。ラディゲの『ドルジェル伯の舞踏会』を手本として試みられたロマネスク小説で、没落していく中産階級の姿を描いている。
福田恆存は、世間でこの作品が評価される中、「失敗作だった」とする評論を書き、またその旨を大岡に葉書を送っているが、福田は同作品の舞台の脚色を担当し、『戯曲武蔵野夫人』（旧河出文庫）を出版した（のち『福田恆存戯曲全集 第3巻』（文藝春秋）に収録）。

## あらすじ
富士山の見える武蔵野の「はけ」。そのはけに建てられた亡父の家に夫の秋山忠雄と住む道子。この家に道子のいとこの大学生・勉が下宿するようになり、やがて二人は強く惹かれあう。秋山は近所に住む大野英治の妻の富子と姦通しようとしていた。仕事で大野が出張中、秋山と富子は河口湖の旅館で密会。同じ頃村山貯水池に散歩に出ていた道子と勉はキャスリーン台風に襲われ、ホテルで一夜を明かすが、体は許さなかった。勉は武蔵野を出て五反田のアパートに転居するが道子への思いに苦しむ。大野が事業に失敗、金策に奔走する中、秋山夫妻を頼る。やがて両家の夫婦仲はこじれてゆく。秋山は金銭問題と双方の不貞を理由に道子に離婚を迫り、道子は返事をはぐらかす。秋山は家の権利書を持ち出し富子と家出。しかし家を売って金をつくる算段はうまくいかず、富子は勉のアパートへ。やむなく帰宅した秋山は睡眠薬を飲んで倒れている道子を発見。道子はうわごとで勉の名を呼びながら絶命。秋山は涙を流して「すまなかった」と詫びるのだった。

## 登場人物
秋山道子（29歳）
信三郎の娘。18歳で秋山と結婚。雪子の家庭教師になった勉に生まれてはじめて恋愛感情を覚える。夫が家を出たあと、遺産の一部を大野と勉に譲るという遺言書を書いて、睡眠薬自殺する。
秋山忠雄（41歳）
道子の夫。私立大学のフランス語教師。専門はスタンダール。30歳の時に道子と結婚。一夫一婦制は不合理という考えの持ち主。
大野富子（30歳）
英治の妻。大阪に嫁いだ姉がいる。「コケットリイ」な魅力で秋山や勉を誘惑する。
大野英治（40歳）
富子の夫で、道子の母民子の妹の息子。石鹸工場を経営する戦争成金。妻の不貞を黙認している。
宮地勉（24歳）
大学生。信三郎の弟東吾と先妻の息子。1943年に学徒召集でビルマへ行ったきり消息を絶っていたが、信三郎の死後復員。父の遺産で気ままな学生生活をしていたが、富子の頼みで雪子の家庭教師になり、秋山家に下宿、道子と接近する。
宮地信三郎
元鉄道省事務官。5人兄弟の三男として生まれ、退職後は「はけ」の家で暮らす。妻の民子との間には2男1女が生まれたが、道子以外の息子は2人とも夭逝している。1946年の暮れ心臓麻痺で死去。
末弟の東吾は参謀大佐まで出世したが、終戦の翌日拳銃自殺を遂げている。
大野雪子（9歳）
大野夫妻の娘。

## 映画
1951年に東宝で映画化された。溝口健二作品として近年再評価の動きがある。東宝からDVDが発売されている。

### スタッフ
- 監督 - 溝口健二
- 製作 - 児井英生
- 脚本 - 依田義賢
- 脚色 - 福田恆存
- 音楽 - 早坂文雄
- 撮影 - 玉井正夫

### キャスト
- 田中絹代 - 秋山道子
- 轟夕起子 - 大野富子
- 森雅之 - 秋山忠雄
- 山村聡 - 大野英治
- 片山明彦 - 宮地勉
- 進藤英太郎 - 宮地信三郎
- 中村美那子 - 大野雪子
- 平井岐代子 - 宮地民子
- 塩沢登代路（塩沢とき） - 成田はなえ
- 大谷伶子 - 笹本孝子
- 千石規子 - 大野家の女中

## テレビドラマ

### 1960年版
1960年6月12日にフジテレビ系の『百万人の劇場』で放送。

#### 出演者
- 淡島千景
- 根上淳
- 永井智雄
- 角梨枝子
- 片山明彦

#### スタッフ
- 脚本：田井洋子
- 演出：岡田太郎
- 音楽：宮内國郎
- 制作：フジテレビ

### 1965年
1965年11月4日から1966年1月20日まで、日本テレビ系列の毎週木曜21:30 - 22:00（JST）に放送された。鐘淵紡績（現：クラシエ）の一社提供。

#### 出演者
- 司葉子
- 池部良
- 高千穂ひづる
- 平田昭彦
- 三上真一郎
- 佐羽由子

#### スタッフ
- 脚本：生田直親
- 演出：松本準平
- 制作：NTV、東宝

（参考：テレビドラマデータベース）